# Gesa Lindblad
Greta Elisabeth (Gesa) Lindblad, ursprungligen Andersson, född 1 juli 1916 i Stockholm, död 1 november 1959 i Linderöd, Kristianstads län, var en svensk skådespelare.

## Biografi
Gesa Lindblads far var hypnotisör från Danmark och hennes mor lindansare från Norge. Föräldrarna dog i spanska sjukan 1918, och dottern adopterades av journalisten Vera von Kræmer, som var gift med redaktören Hugo Lindblad. Hon studerade vid Franska skolan och Teaterhögskolan och spelade därefter på flera av Nordens scener. Hon var en kort tid gift med Johan Bonnier, med vilken hon 1942 fick sonen Dan. Hon är därigenom farmor till författarinnan Martina Bonnier.
Under senare delen av 1940-talet lämnade Gesa Lindblad skådespelarbanan och flyttade till Skåne för att föda upp höns. Här träffade hon den danske förmannen Hans Jacobsen, som hon gifte sig med 1949. År 1950 fick de en dotter Annika Jacobsen (Hellman). Hon avled i cancer vid 43 års ålder.

## Filmografi
- 1936 – 33.333
- 1944 – Vi på Vallberga
- 1944 – På farliga vägar

## Teater

### Roller
| År   | Roll               | Produktion                                                        | Regi             | Teater                   |
| ---- | ------------------ | ----------------------------------------------------------------- | ---------------- | ------------------------ |
| 1935 | Jessica            | Köpmannen i Venedig William Shakespeare                           | Per Lindberg     | Vasateatern              |
| 1942 | Jean, swing sister | Ministeriet vacklar Bruno Engler, Fred Heller och Leonhard Märker | Rudolf Wendbladh | Helsingborgs stadsteater |
| 1944 | Mary L.            | Livet är ju härligt William Saroyan                               | Per Knutzon      | Helsingborgs stadsteater |
| 1944 |                    | För öppen ridå Mogens Brandt                                      | Per Knutzon      | Helsingborgs stadsteater |